# توسعه حفاظتی

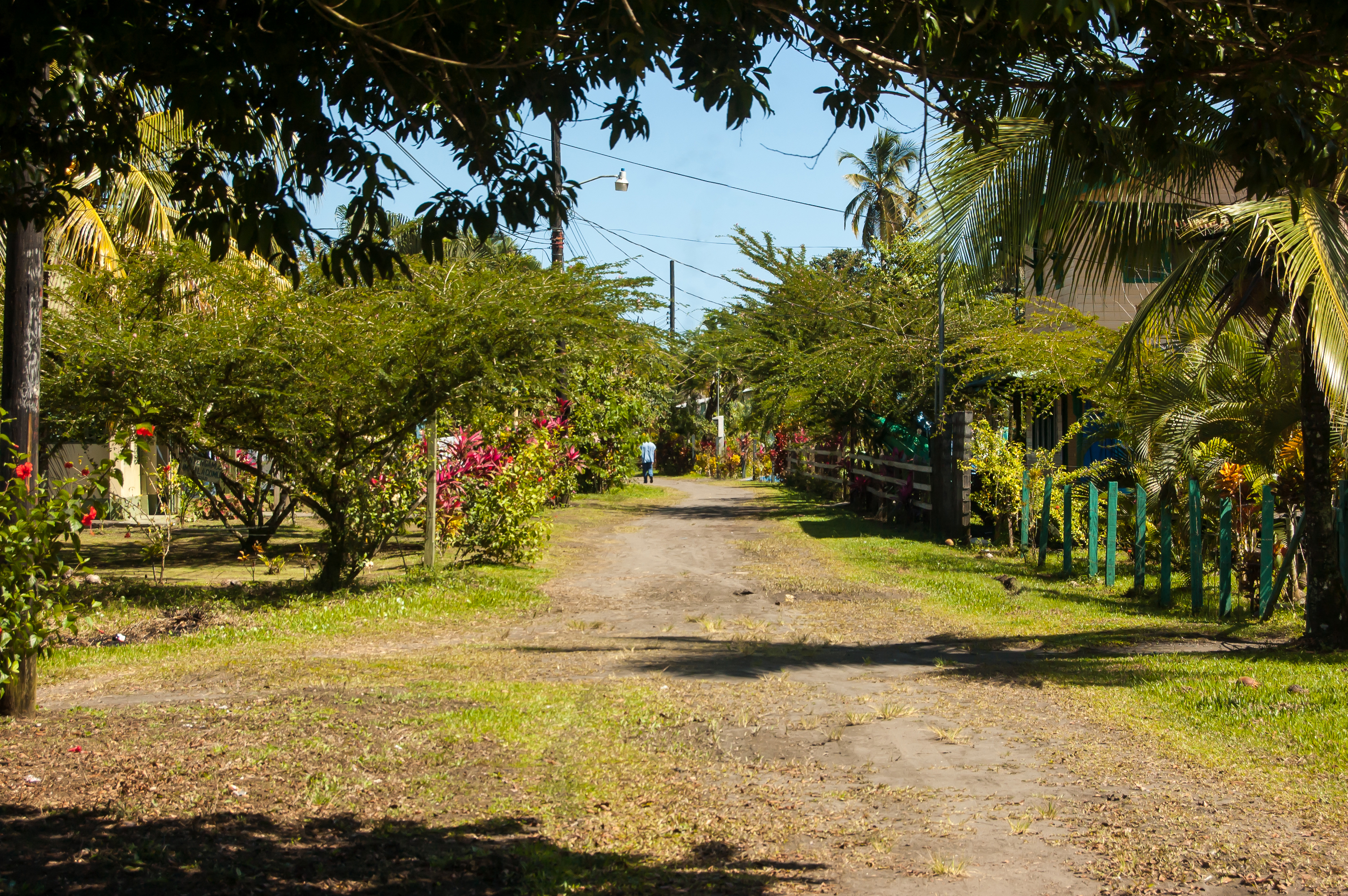
پاریسمینا، خیابان اصلی، کاستاریکا

توسعه حفاظتی، که با عنوان طراحی حفاظتی نیز شناخته می‌شود، نوعی توسعه کاربری زمین با رشد کنترل‌شده است که اصل توسعه پایدار محدود را در عین حفاظت دائمی از ویژگی‌های زیست‌محیطی طبیعی منطقه، از جمله حفظ چشم‌انداز و چشم‌انداز فضای باز، حفاظت از زمین‌های کشاورزی یا زیستگاه‌های طبیعی حیات وحش و حفظ ویژگی‌های جوامع روستایی، اتخاذ می‌کند. توسعه حفاظتی معمولاً به عنوان پروژه‌ای تعریف می‌شود که حداقل ۵۰ درصد از کل قطعه توسعه را به فضای باز اختصاص می‌دهد. مدیریت و مالکیت زمین اغلب با مشارکت بین مالکان خصوصی زمین، سازمان‌های حفاظت از کاربری زمین و دولت محلی شکل می‌گیرد. این روند در بسیاری از نقاط کشور، به ویژه در غرب ایالات متحده، رو به رشد است. در شرق ایالات متحده، طراحی حفاظتی توسط برخی از دولت‌های ایالتی و محلی به عنوان تکنیکی برای کمک به حفظ کیفیت آب ترویج شده است.
این نوع برنامه‌ریزی اهمیت بیشتری پیدا کرده است زیرا «تبدیل زمین برای توسعه مسکن یکی از دلایل اصلی از بین رفتن و تکه‌تکه شدن زیستگاه است». با از بین رفتن یا تکه‌تکه شدن زیستگاه یک گونه، منجر به به خطر افتادن آن گونه شده و آنها را به سمت انقراض زودرس سوق می‌دهد. تبدیل زمین همچنین به کاهش زمین‌های حاصلخیز کشاورزی کمک می‌کند، که پیش از این به دلیل تغییرات اقلیمی در حال کاهش بوده است.
توسعه حفاظتی با هدف حفاظت از زمین و منابع زیست‌محیطی در قطعات زمین‌هایی که برای توسعه فوری در نظر گرفته شده‌اند - یعنی حفاظت از زمین در همین‌جا و همین لحظه - با سایر رویکردهای حفاظت از زمین متفاوت است. در مقابل، رویکرد کمربند سبز معمولاً با هدف محافظت از زمین در برابر توسعه‌های آینده و در منطقه‌ای فراتر از مناطقی که در حال حاضر برای توسعه در نظر گرفته شده‌اند، اجرا می‌شود. این طرح می‌کوشد تا شیبی بین مناطق شهری و حومه‌های باز ارائه دهد، فراتر از آنچه که یک خط روی نقشه - معمولاً یک بزرگراه - در حال حاضر ارائه می‌دهد. این رویکرد در پی اجتناب از دوگانگی شهرسازی اقتصادی در یک سوی چنین خیابانی است، در حالی که در سوی دیگر آن جنگل‌ها و مزارع کاملاً محافظت‌شده قرار دارند و فاقد شمول در آن اقتصاد هستند. با پرداختن به این توهم نظری که بشریتِ محصور در حصار، وضعیت بهتری دارد، توسعهٔ حفاظت اذعان می‌کند که طراحی نحوهٔ زندگی ما بسیار مهم‌تر از آن چیزی است که به آن اعتبار می‌دهیم؛ اینکه به جای محصور کردن یک مشکل، باید با آن مشکل روبرو شویم و تأثیر خود را بر مکان‌هایی که در آن زندگی می‌کنیم به شدت کاهش دهیم، و در واقع عملکرد جوامع خود را به سطحی برسانیم که چنین دیوارهایی دیگر به عنوان الزامات واکنش اولیه در نظر گرفته نشوند.

## تاریخچه
توسعه حفاظت در اوایل دهه ۱۹۸۰ توسط یک برنامه‌ریز آموزش‌دیده بریتانیایی به نام رندال آرنت تدوین شد. او چندین مفهوم را از دهه ۱۹۶۰ کنار هم گذاشت. او ایده طراحی خوشه‌ای و فضای باز را با فلسفه «طراحی با طبیعت» ایان مک‌هارگ ترکیب کرد.

## توسعه حفاظت
توسعه حفاظت به دنبال حفاظت از منابع و خدمات اکولوژیکی متنوعی مانند تنوع زیستی، زمین‌های کشاورزی حاصلخیز، خدمات اکوسیستم، مناظر طبیعی و منابع تاریخی و فرهنگی است. این امر با شناسایی مناطق حساس و ارزشمند از نظر اکولوژیکی محقق می‌شود. زمین‌های حفاظت‌شده می‌توانند تحت حق ارتفاق باشند تا از توسعه در آنها جلوگیری شود. سپس مسکن در اطراف مناطق حفاظت‌شده ساخته می‌شود. تراکم، اندازه قطعات، نوع مسکن و میزان منطقه حفاظت‌شده به نوع توسعه حفاظتی بستگی دارد.
اگرچه نوع توسعه رایجی نیست، اما تخمین زده می‌شود که توسعه حفاظتی بین ۲٫۵ تا ۱۰ درصد از کل توسعه املاک و مستغلات ایالات متحده را به خود اختصاص می‌دهد. توسعه حفاظت معمولاً در مناطق مسکونی روستایی، خارج از شهر یا حومه شهر اعمال می‌شود، اگرچه کاربردهای شهری کمی نیز دارد (دویل ۴).
اگرچه انواع مختلفی از توسعه‌های حفاظتی وجود دارد، اما همه آنها چندین ویژگی مشترک دارند. تمام پروژه‌های عمرانی دارای زمین‌های حفاظتی هستند که یا توسط یک سازمان حفاظتی نگهداری می‌شوند یا توسط یک حق ارتفاق حفاظتی محافظت می‌شوند. این توسعه‌ها باید نظارت مستمر بر بخش حفاظت‌شدهٔ قطعه زمین داشته باشند. دوم اینکه، توسعه، منطقه حفاظت‌شده را تأمین مالی می‌کند. سوم، هر توسعه‌ای با بررسی ویژگی‌ها و منابع اکولوژیکی زمین آغاز می‌شود. سپس می‌توان در مورد محل ساخت و ساز و مناطقی که نیاز به حفاظت دارند، تصمیم گرفت. در نهایت، این تحولات همچنین از ویژگی‌های طراحی متنوعی برای کاهش برخی از تأثیرات منفی ذاتی توسعه استفاده می‌کنند. مثال‌ها شامل سیستم‌های مدیریت آب‌های سطحی با تأثیر کم و طراحی منظر است.

## انواع
میلدر چهار تکنیک اصلی توسعه حفاظت را که در ایالات متحده یافت می‌شود، ذکر می‌کند. او دو مورد اول را در کنار هم به عنوان دارای فلسفه «حفاظت همراه با توسعه» دسته‌بندی می‌کند. حفاظت هدف اصلی است و توسعه وسیله‌ای برای رسیدن به آن هدف. دو نوع اخیر ذیلِ شعارِ «توسعه همراه با حفاظت» قرار می‌گیرند. این دو نوع پروژه از طریق توسعه‌دهندگان خصوصی انجام می‌شوند که هدفشان سودآوری در پایان روز است، اما به شیوه‌ای «دوستدار محیط زیست». جدول ۱ خلاصه‌ای عالی از تکنیک‌های مختلف توسعه حفاظت ارائه می‌دهد.

### پروژه‌های خریدار حفاظت
در این شرایط، یک سازمان متولی زمین، ملک را خریداری می‌کند و مناطق مهم اکولوژیکی را تحت پوشش حق ارتفاق حفاظتی قرار می‌دهد. سپس زمین، به همراه حق ارتفاق، به یک خریدارِ حامیِ محیط زیست فروخته می‌شود. خریدار نمی‌تواند روی حق ارتفاق ساخت و ساز کند، اما می‌تواند روی بخش باقی‌مانده و بدون محافظ، این کار را انجام دهد. این تکنیک معمولاً منجر به ساخت چند خانه در یک قطعه زمین می‌شود که منجر به توسعه کم‌تراکم می‌شود. طبق مطالعه‌ای که توسط میلدر و کلارک انجام شده است، ۹۸٫۴ درصد از کل زمین‌ها تحت حفاظت قرار می‌گیرند که بالاترین میزان در بین چهار نوع توسعه حفاظتی است.

### پروژه‌های حفاظتی و توسعه محدود
پروژه‌های حفاظت و توسعه محدود (CLDP) نوعی از توسعه هستند که اغلب توسط متولیان زمین و گاهی اوقات توسط توسعه‌دهندگان یا مالکان زمین که به حفاظت از محیط زیست اهمیت می‌دهند، انجام می‌شوند. املاک و مستغلات برای فروش در بازار آزاد توسعه داده می‌شوند و سود حاصل از آن برای تأمین مالی حفاظت از زمین‌های اطراف استفاده می‌شود. میلدر و کلارک دریافتند که ۹۳٫۵ درصد از کل مساحت زمین تحت این نوع توسعه محافظت می‌شود. مطالعات اخیر انجام شده در مورد اثربخشی طرح‌های توسعه پایدار (CLDP) در حفاظت، احیا و مدیریت منابع در معرض خطر، نشان می‌دهد که این طرح‌ها در مقایسه با طرح‌های توسعه متعارف و طرح‌های تفکیکی حفاظتی، به‌طور قابل توجهی مؤثرتر هستند.

### زیرمجموعه‌های حفاظت
تقسیم‌بندی‌های حفاظتی نوعی از توسعه هستند که «بخش عمده‌ای از سایت را به عنوان زمین حفاظتی کنار می‌گذارند» و مسکن را در بخش باقیمانده خوشه‌بندی می‌کنند. خانه‌ها در قطعاتی کوچک‌تر از حد معمول ساخته شده‌اند، به این معنی که تراکم ساختمان به حداکثر مجاز تعیین‌شده توسط منطقه‌بندی نزدیک می‌شود. برخلاف پروژه‌های حفاظتی و توسعه محدود، انجمن مالکان خانه، زمین حفاظت‌شده را مدیریت می‌کند. این انجمن‌ها ممکن است فاقد دانش باشند و اهداف متفاوتی در مورد مدیریت اراضی داشته باشند، که ممکن است منجر به حفاظت نه چندان مطلوب شود. در نتیجه این و عوامل دیگر، یک مطالعه نشان داد که به‌طور متوسط تنها ۵۷٫۱٪ از کل مساحت زمین از توسعه محافظت می‌شود.

### پروژه‌های توسعه برنامه‌ریزی‌شده با محوریت حفاظت
پروژه‌های توسعه برنامه‌ریزی‌شده با محوریت حفاظت، پروژه‌های توسعه‌ای در مقیاس بزرگ هستند که در مناطق حومه شهر و خارج از شهر یافت می‌شوند. مقیاس پروژه‌ها به این معنی است که می‌توان از زمین‌های وسیعی محافظت کرد. آنها معمولاً تراکمی نزدیک به حداکثر منطقه‌بندی شده دارند و ترکیبی از انواع مسکن و کاربری‌های زمین را نشان می‌دهند. درصد حاصل از زمین‌های حفاظت‌شده ۷۱٫۳ است.
یک جامعه حفاظتی (یا توسعه حفاظتی) یک مدل ترکیبی از توسعه زمین در حوزه املاک و مستغلات و حفاظت است که شامل مناطق حفاظت‌شده و سکونتگاه‌های انسانی می‌شود و هدف اصلی آن نجات قطعات بزرگ زمین از تخریب اکولوژیکی است. این زمین می‌تواند زمین جنگلی، زمین کشاورزی، زمین مرتع یا هر نوع زمین دیگری باشد که نیاز به محافظت در برابر توسعه با تأثیر بالا دارد. این مدل با سایر مدل‌های منطقه حفاظت‌شده متفاوت است، زیرا جوامع انسانی را به جای جابجایی آنها به خارج از طبیعت، در طبیعت ادغام می‌کند و به همین دلیل تحت عنوان منطقه حفاظت‌شده رده‌بندی مناطق حفاظت‌شده اتحادیه بین‌المللی حفاظت از طبیعت اتحادیه بین‌المللی حفاظت از اتحادیه بین‌المللی حفاظت از طبیعت قرار می‌گیرد.
این مدل نشان‌دهنده تعادلی جدایی‌ناپذیر بین مردم و طبیعت است و می‌تواند فعالیت‌های انتفاعی مانند جوامع مسکونی، باشگاه‌های خصوصی یا فعالیت‌های صنعتی در مقیاس کوچک را در شرایطی که حفاظت مداوم یا احیای اکولوژیکی یک منطقه را تضمین می‌کند، حفظ کند.